# Setge d'Albarrasí (1284)
El Setge d'Albarrasí fou una campanya de Pere el Gran el 1284, que va culminar amb la incorporació de la Senyoria d'Albarrasí al Regne d'Aragó.

## Antecedents
Albarrasí era un senyoriu d'arrels musulmanes que formava part del Regne musulmà de València, quan un noble navarrès, del llinatge Azagra, va ajudar militarment el sobirà valencià. Com a pagament, el rei li atorgà el senyoriu d'Albarrasí, i el va repoblar amb navarresos. La conquesta de València per Jaume el Conqueridor deixà el territori en un buit legal, que els senyors aprofitaren proclamant una mena d'independència.
A la mort de Fernando de la Cerda, el fill gran d'Alfons X el Savi, confrontats els partidaris de Sanç i Alfons de la Cerda, el senyor d'Albarrasí, Joan I Nunyez de Lara, va donar suport a Alfons amb el suport del Regne de Navarra i el Regne de França, i pel tractat d'Ágreda de 1281, Sanç cedí a Pere el Gran la sobirania sobre la Senyoria d'Albarrasí, un cop aquesta fos conquerida per Castella o Aragó.
A la tornada del desafiament de Bordeus Joan Nunyez de Lara va posar un parany a Pere el Gran per fer-lo presoner per lliurar-lo al rei de França i també atacar l'Aragó. El juny de 1283, Pere el Gran, que es trobava a Tarassona emprengué una acció militar a Navarra i Treviño com a resposta de l'atac navarrès a Aragó en el qual es van conquerir i cremar diverses viles, entre elles el Castell d'Ull.

## La Batalla
L'hivern de 1284 mentre Joan I Nunyez de Lara es trobava a Treviño cercant reforços navarresos per defensar-se dels aragonesos, que l'havien declarat la guerra arran de la seva traïció l'any anterior, és assetjada per Pere el Gran la vila d'Albarrasí, que havia quedat ben defensada amb 200 cavallers.
De l'abril al setembre de 1284, els assetjants van construir un poblat en l'actual carrer de los Palacios perquè els seus soldats estiguessin a cobert i més còmodes que en tendes o cabanes en vistes a passar allí l'hivern, però no calgué doncs Joan Nunyez de Lara, es va rendir i exiliar a França.

## Conseqüències
Tot i els intents del seu fill Joan, la Senyoria d'Albarrasí va passar a formar part del Regne d'Aragó.